# Comuna Ceaplînka, Lîseanka
Ceaplînka (în ucraineană Чаплинка) este o comună în raionul Lîseanka, regiunea Cerkasî, Ucraina, formată din satele Ceaplînka (reședința) și Șușkivka.

## Demografie
Componența lingvistică a comunei Ceaplînka
     Ucraineană (97,43%)
     Rusă (2,45%)
Conform recensământului din 2001, majoritatea populației comunei Ceaplînka era vorbitoare de ucraineană (97,43%), existând în minoritate și vorbitori de rusă (2,45%).